# Heinz-Josef Adamski
Heinz-Josef Adamski (* 18. März 1911 in Hildesheim; † 15. August 2002 in Diekholzen) war ein deutscher Historiker, Volkskundler und Gymnasiallehrer.

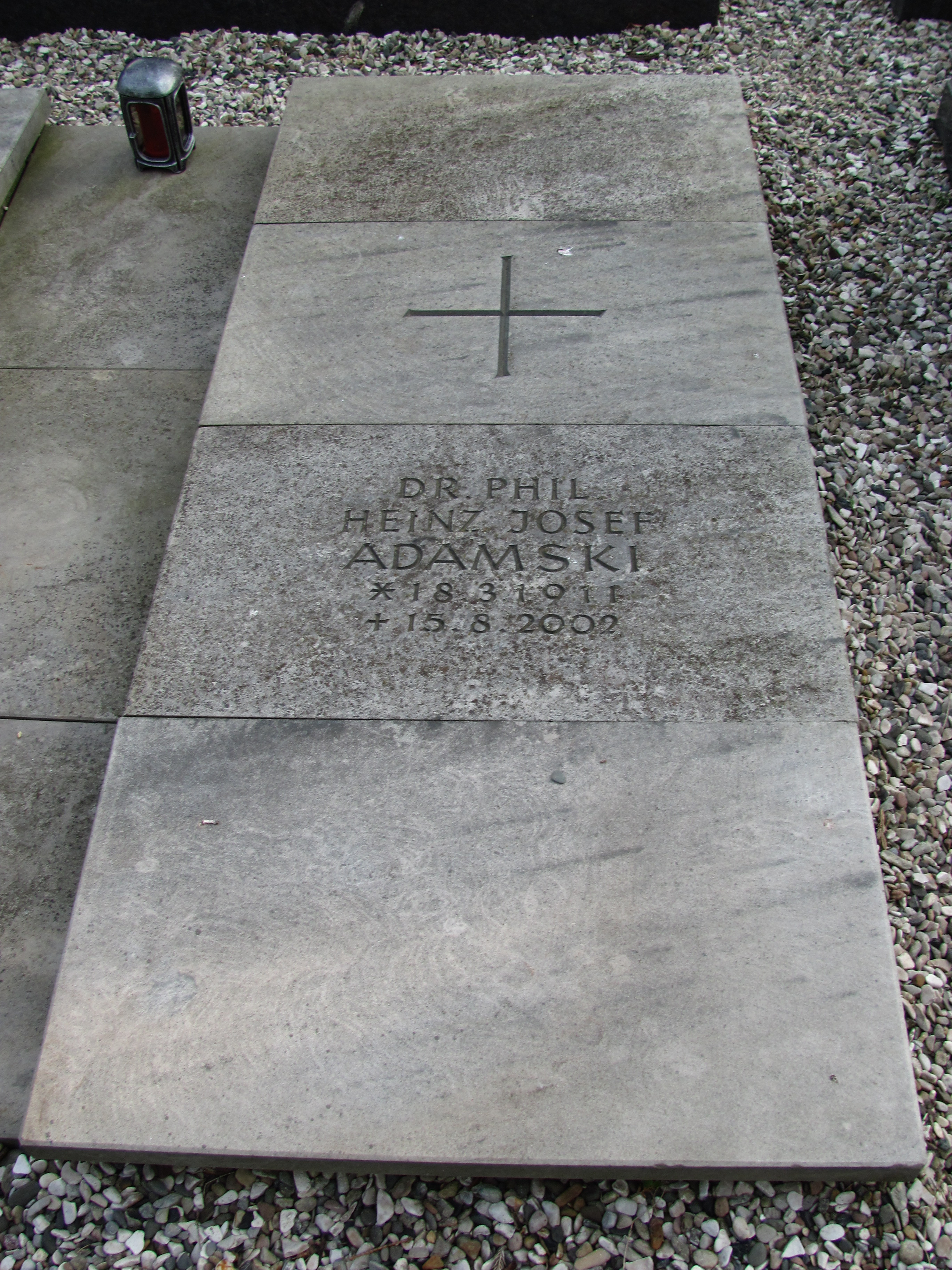
Grab in Diekholzen

## Leben
Geboren wurde er als eines von acht Kindern des Kaufmanns Josef Adamski und seiner Frau Therese. Nach dem Abitur am Gymnasium Josephinum in Hildesheim 1931 studierte er Germanistik, Geschichte und Erd- bzw. Volkskunde an den Universitäten Innsbruck, Wien, Berlin und Münster, wo er sein Studium abschloss.
Als Mitglied der pazifistischen Friedensgesellschaft war er Gegner des Nationalsozialismus, was seinen Studienabschluss gefährdete und ihm einen Eintritt in den Schuldienst unmöglich machte. Er besuchte deshalb zunächst einen sozialwissenschaftlichen Lehrgang, den er 1934 mit Diplom abschloss und promovierte dann 1939 in Münster zum Thema „Der welfische Schutz über die Stadt Hildesheim“. 1939/40 arbeitete er im Amt für Familienunterhalt der Stadt Hildesheim. Im März 1940 wurde er zur Wehrmacht eingezogen, kehrte aber im März 1945 nach dem Luftangriff auf Hildesheim, den er als Fronturlauber miterlebte, nicht mehr zur Truppe zurück.
Unmittelbar nach Kriegsende engagierte sich Adamski wieder politisch. Im Gründungsjahr des Landes Niedersachsen 1946 war er Mitbegründer und erster Vorsitzender der Hildesheimer Jungen Union, des Jugendverbandes der CDU. Ab 1948 absolvierte er seine Referendarausbildung an der Humboldtschule in Hannover und war ab 1949 Lehrer an seiner ehemaligen Schule Gymnasium Josephinum. Dort unterrichtete er Geschichte, Deutsch, Erd- sowie Volkskunde und betreute den Schülerleseverein „Teutonia“, dem er als Schüler 1927–1931 selbst angehört hatte. 1973 trat er in den Ruhestand.
Er war Vorstandsmitglied und stellvertretender Vorsitzender des „Vereins für Geschichte und Kunst im Bistum Hildesheim“ (vorher: „Verein für Heimatkunde“). Seit 1960 veröffentlichte er zahlreiche kunsthistorische, regionalgeschichtliche und biografische Aufsätze und Bücher zur Vergangenheit der Stadt und des Bistums Hildesheim.
Adamski starb am 15. August 2002 in Diekholzen und wurde dort auf dem Friedhof der katholischen Jakobuskirche beerdigt.

## Schriften (Auswahl)
- Der welfische Schutz über die Stadt Hildesheim (Quellen und Darstellungen zur Geschichte Niedersachsens; 48). 1939
- Bernward und Godehard von Hildesheim. 1960 (mit Konrad Algermissen)
- Bernwardstür am Dom zu Hildesheim. 1977, 5. Aufl. 1997, ISBN 3-87065-099-0
- Hildesheimsches: Vorwiegend heitere Geschichten aus dem Potte. 1978, 2. Aufl. 1984, ISBN 3-87065-164-4
- Die Christussäule im Dom zu Hildesheim. 1979, 2. Aufl. 1993, ISBN 3-87065-559-3
- Das Tafelsilber des Hildesheimer Fürstbischofs Friedrich Wilhelm von Westphalen. 1982
- Fachwerk-Häuser im alten Hildesheim. 1991, ISBN 3-87065-554-2
- Noch mehr Hildesheimsches: Neue Geschichten aus dem Potte. 1994, ISBN 3-89543-044-7